# ロマン・コウデルカ
ロマン・コウデルカ（Roman Koudelka、1989年7月9日 - ）は、チェコ、リベレツ州トゥルノフ出身のスキージャンプ選手である。

## プロフィール
コウデルカはロムニツェLSKでリヒャルト・シャラートの指導を受けた。
2004年からコンチネンタルカップに参戦、2005/06シーズンからワールドカップに国内枠で参戦したが、予選不通過であった。
2006/07シーズンはサマーグランプリクラーニ大会で3位に入賞するなど好成績を残し、ワールドカップには初戦のクーサモ大会より参戦し31位だった。年末のエンゲルベルク大会1日目で30位でに入り初のワールドカップポイントを獲得した。2007年ノルディックスキー世界選手権札幌大会ではノーマルヒル、ラージヒルとも25位、団体9位となった。この年のノルディックスキージュニア世界選手権タルヴィジオ大会は個人戦で優勝した。
自国チェコのリベレツで開催された2009年ノルディックスキー世界選手権ではノーマルヒル、ラージヒルともに9位、団体戦5位。このシーズンのワールドカップ総合は16位だった。
2010年バンクーバーオリンピックではノーマルヒル12位、ラージヒル23位、団体7位となった。以降、ソチ、平昌、北京と連続出場している。
ワールドカップでは2014/15シーズンが好調で、初優勝を含む優勝4回、2位1回、3位3回を記録し、総合7位となっている。この年の世界選手権も個人ノーマルヒル4位、個人ラージヒル8位とこれまでの最高を記録している。
2020/21シーズンは膝の不調に苦しみポイントが獲得できず、シーズン半ばにして手術に踏み切ったため、世界選手権を欠場した。

## 主な競技成績

### 冬季オリンピック
- 2010年バンクーバーオリンピック（ カナダ）
  - 個人ノーマルヒル 12位
  - 個人ラージヒル 23位
  - 団体ラージヒル 7位
- 2014年ソチオリンピック（ ロシア）
  - 個人ノーマルヒル 16位
  - 個人ラージヒル 19位
  - 団体ラージヒル 7位
- 2018平昌オリンピック（ 韓国）
  - 個人ノーマルヒル 25位
  - 個人ラージヒル 25位
  - 団体ラージヒル 10位
- 2022北京オリンピック（ 中国）
  - 個人ノーマルヒル 18位
  - 混合団体ノーマルヒル 7位
  - 個人ラージヒル 41位
  - 男子団体ラージヒル 9位

### 世界選手権
- 2007年札幌大会 ( 日本)
  - 個人ノーマルヒル 25位
  - 個人ラージヒル 25位
  - 団体ラージヒル 9位
- 2009年リベレツ大会 ( チェコ)
  - 個人ノーマルヒル 9位
  - 個人ラージヒル　9位
  - 団体ラージヒル 5位
- 2011年オスロ大会 ( ノルウェー)
  - 個人ノーマルヒル 35位
  - 個人ラージヒル 22位
  - 団体ノーマルヒル　7位
  - 団体ラージヒル 8位
- 2013年ヴァル･ディ･フィエンメ大会 ( イタリア)
  - 個人ノーマルヒル 29位
  - 個人ラージヒル 30位
  - 団体ラージヒル 7位
- 2015年ファールン大会 ( スウェーデン)
  - 個人ノーマルヒル 4位
  - 個人ラージヒル 8位
  - 団体ラージヒル 8位
- 2017年ラハティ大会 ( フィンランド)
  - 個人ノーマルヒル 14位
  - 個人ラージヒル 予選不通過
  - 混合団体ノーマルヒル 9位
  - 男子団体ラージヒル 7位
- 2019年ゼーフェルト大会 ( オーストリア)
  - 個人ノーマルヒル 15位
  - 個人ラージヒル 22位
  - 混合団体ノーマルヒル 9位
  - 男子団体ラージヒル 8位
- 2023年プラニツァ大会 ( スロベニア)
  - 個人ノーマルヒル 45位
  - 個人ラージヒル 42位
  - 混合団体ノーマルヒル 11位

### フライング世界選手権
- 2008年オーベルストドルフ大会( ドイツ)
  - 個人 予選不通過
- 2012年ヴィケルスン大会（ ノルウェー）
  - 個人 11位
- 2014年ハラホフ大会( チェコ)
  - 個人 6位
  - 団体 6位
- 2016年バート・ミッテルンドルフ大会( オーストリア)
  - 個人 20位
  - 団体 6位

### ジュニア世界選手権
- 2005年ロヴァニエミ大会（ フィンランド）
  - 男子個人 8位
  - 男子団体 5位
- 2006年クラーニ大会（ スロベニア）
  - 男子個人 8位
  - 男子団体 15位
- 2007年タルヴィジオ大会（ イタリア）
  - 男子個人 1位
  - 男子団体 7位

### ワールドカップ
- 通算 1位5回、2位2回、3位4回（2023/24シーズンまで）

| シーズン | 順位 | ポイント       |
| -------- | ---- | -------------- |
| 2005/06  | .    | （予選不通過） |
| 2006/07  | 39.  | 87             |
| 2007/08  | 17.  | 411            |
| 2008/09  | 16.  | 403            |
| 2009/10  | 63.  | 20             |
| 2010/11  | 16.  | 382            |
| 2011/12  | 10.  | 796            |
| 2012/13  | 49.  | 40             |
| 2013/14  | 39.  | 123            |
| 2014/15  | 7.   | 1113           |
| 2015/16  | 11.  | 650            |
| 2016/17  | 25.  | 223            |
| 2017/18  | 57.  | 12             |
| 2018/19  | 14.  | 523            |
| 2019/20  | 26.  | 220            |
| 2020/21  | .    | 0              |
| 2021/22  | 74.  | 4              |
| 2022/23  | 68.  | 11             |
| 2023/24  | 33.  | 163            |